# Veronika Foltová
Veronika Foltová (21 de septiembre de 1980) es una deportista checa que compitió en atletismo adaptado. Ganó tres medallas en los Juegos Paralímpicos de Atenas 2004.

## Palmarés internacional
| Juegos Paralímpicos | Juegos Paralímpicos | Juegos Paralímpicos | Juegos Paralímpicos |
| Año                 | Lugar               | Medalla             | Prueba              |
| ------------------- | ------------------- | ------------------- | ------------------- |
| 2004                | Atenas (Grecia)     | Medalla de oro      | Disco F35/36/38     |
| 2004                | Atenas (Grecia)     | Medalla de oro      | Peso F35/36         |
| 2004                | Atenas (Grecia)     | Medalla de plata    | Jabalina F35-38     |